# Sử Thiên Trạch
Sử Thiên Trạch (1202-1275), (tiếng Trung: 史天泽), tự Nhuận Phủ, người Vĩnh Thanh (nay là huyện Vĩnh Thanh, tỉnh Hà Bắc), là một võ tướng thời nhà Nguyên. Ông là em của Sử Thiên Nghê. Sau khi Thiên Nghê chết, ông thay anh trai mình làm đô nguyên súy, thu phục Chân Định (nay là huyện Chính Định, Hà Bắc), đánh bại đại tướng nhà Kim là Vũ Tiên, giết chết tướng của Hồng áo quân là Bành Nghĩa Bân. Năm 1224, tại Chân Định cai quản vạn hộ của năm lộ. Sau đó tham gia chiến dịch Vi Biện Phá Sái. Nhà Kim mất, ông lại tiếp tục tham gia cuộc chiến chống lại nhà Tống. Năm Trung Thống thứ hai (1261), nhậm chức trung thư hữu thừa tướng, là vị thừa tướng người Hán của nhà Nguyên thời kỳ đầu. Cùng năm, theo Hốt Tất Liệt chinh phục A Lý Bất Ca (Ariq Böke). Năm Trung Thống thứ ba, dẫn quân trấn áp cuộc phản loạn của Lý Đàn (李璮). Quân của ông vây thành Tể Nam trong 4 tháng trời mới công phá được thành này. Lý Đàn bị giết. Năm Chí Nguyên thứ tư (1267), chức vụ của ông bị cải thành trung thư tả thừa tướng. Năm Chí Nguyên thứ mười (1273), cùng A Truật (阿术) công phá Phàn Thành. Năm thứ mười một, cùng Bá Nhan từ Tương Dương dẫn đầu thủy lục quân chinh phạt Nam Tống, nhưng giữa đường do mắc bệnh nên ông phải quay trở lại Chân Định và chết sau đó.